# 야쓰시로촌 (아이치현)
야쓰시로촌(八白村)은 아이치현 히가시카스가이군에 설치되었던 촌이다. 현재의 오와리아사히시 동부·세토시 서부에 해당한다.